# Cathelijne Montens

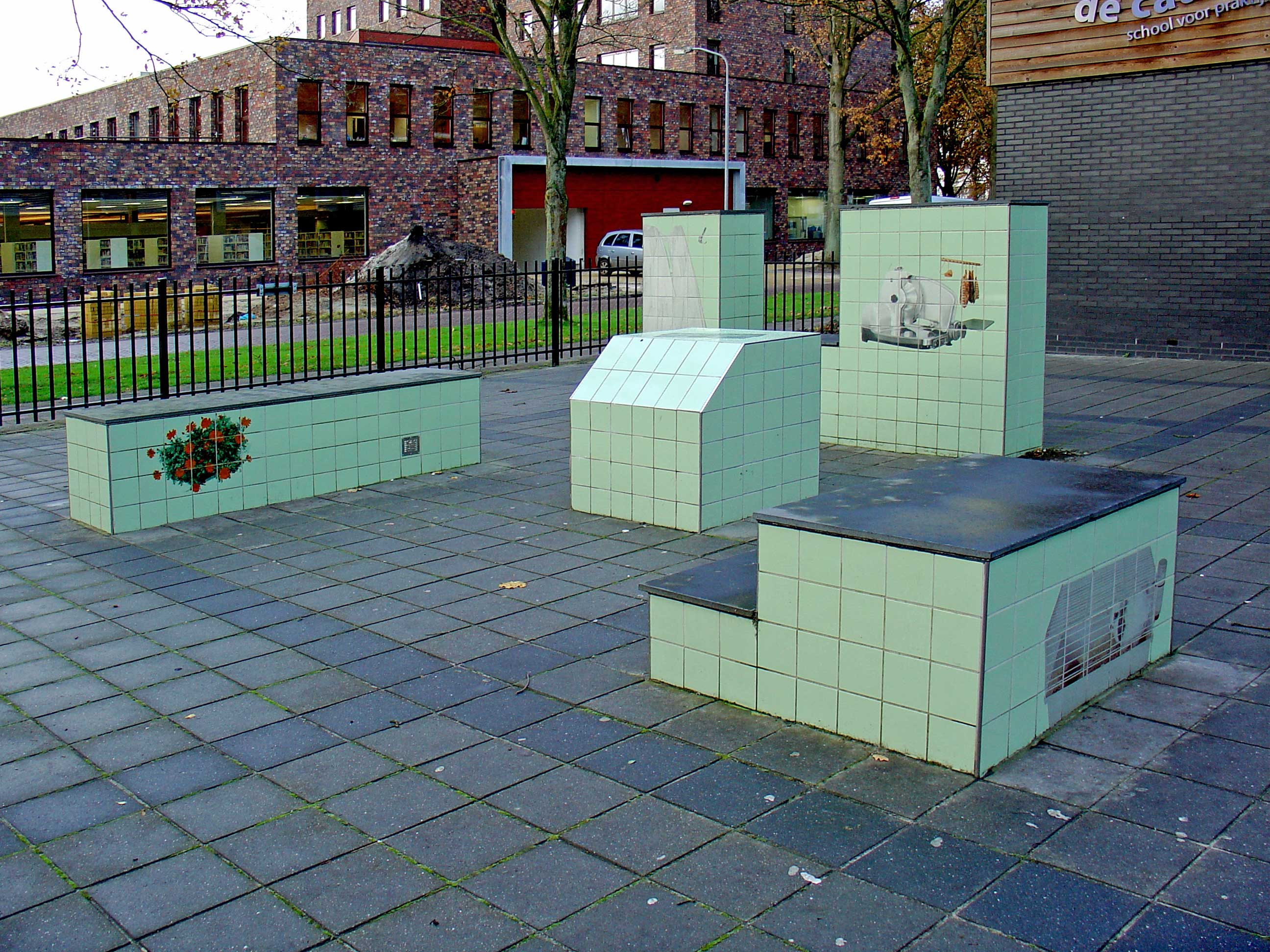
Hommage door Monica Boekholt, Cathelijne Montens en Krijn Christiaansen in Stadskanaal

Cathelijne Montens (Waalwijk, 26 februari 1978) is een Nederlandse beeldend kunstenaar en designer.

## Leven en werk
Montens werd opgeleid aan de Design Academy Eindhoven. In 2003 richtte zij samen met Charlotte Kusters, Anke van Rossum en Jerry Handgraaf Ontwerpbureau Vier op, een multidisciplinair ontwerpbureau in Dordrecht. Sinds 2006 vormt zij met Charlotte Kusters het ontwerpbureau Kusters & Montens, dat zich richt op de vormgeving van tentoonstellingen en manifestaties.
Ook werkt zij veel samen met Krijn Christiaansen. Beiden ontwierpen voor de Vechtstreek een hekwerk met als titel Boerenverstand en voor het Nationaal Park De Hoge Veluwe een landschapskunstwerk, in de vorm van een penningenwals. Met Boerenverstand, door Sjarel Ex, directeur van Museum Boijmans Van Beuningen geprezen als mooiste ontwerp, wonnen zij een ontwerpwedstrijd. Samen met Monica Boekholt maakten zij Hommage voor een schoolplein in Stadskanaal (zie: afbeelding).
Het Stedelijk Museum van Amsterdam kocht drie door Montens en Christiaansen ontworpen Vogellokdingen voor de permanente collectie van het museum. In 2008 werd hun werk geëxposeerd tijdens de kunstmanifestatie Borders van het Museum Boijmans Van Beuningen te Rotterdam.
- International Standard Name Identifier: 0000 0003 9433 2884
- Nederlandse Thesaurus van Auteursnamen: 326409793
- RKD-Nederlands Instituut voor Kunstgeschiedenis: 424138
- Virtual International Authority File: 288832849
- WorldCat: E39PBJkXtdvMTC9ct37WVhppT3